# Bergåsa Station
Bergåsa Station er en svensk jernbanestation, der ligger i Karlskrona i Blekinge. Stationen ligger ved Blekinge Sygehus.
Fra Bergåsa station kører der Krösatåg til Emmaboda ad Kust till kust-banan og Øresundstog til København ad Blekinge kustbana.
| Jernbane | Spire Denne jernbaneartikel er en spire som bør udbygges. Du er velkommen til at hjælpe Wikipedia ved at udvide den. |

56°10′57″N 15°36′04″Ø / 56.18261°N 15.60107°Ø